# Agrilus falcatus
Agrilus falcatus es una especie de insecto del género Agrilus, familia Buprestidae, orden Coleoptera.
Fue descrita científicamente por Klug, 1835.